# Schloss Przeworsk

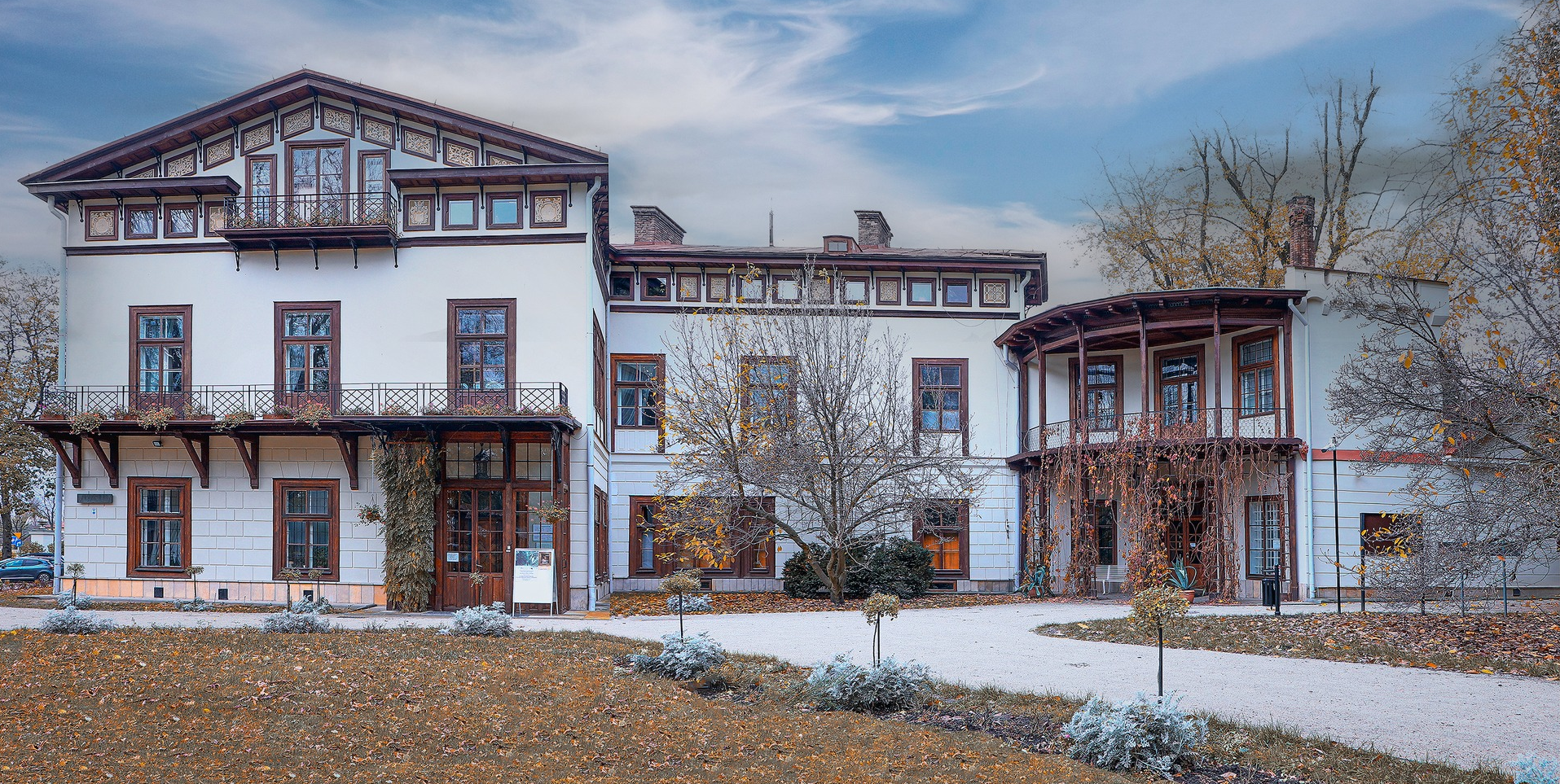
Schloss Przeworsk, Frontansicht

Das Schloss Przeworsk (polnisch Zamek Lubomirskich w Przeworsku) ist ein Stadtpalais mit englischem Garten des polnischen Adelsgeschlechts Lubomirski in der Altstadt von Przeworsk in der polnischen Woiwodschaft Karpatenvorland.

## Geschichte
An der Stelle des heutigen Schlosses befand sich in der Renaissance ein Herrenhaus mit Wehrmauern. 1621 wurde die Stadt Przeworsk von Stanisław Lubomirski erworben, als er Zofia Ostrogska heiratete. Den Bau des Schlosses begann Izabela Lubomirska für ihren Neffen Henryk Lubomirski. Sie engagierte Ende des 18. Jahrhunderts hierfür den Architekten Jan Griesmayer, der einen klassizistischen Palast mit englischem Garten entwarf. Der Bau wurde schließlich von Chrystian Piotr Aigner und Fryderyk Bauman 1807 vollendet. Die jetzige Form gab ihm später der Architekt Feliks Księżarski Mitte des 19. Jahrhunderts. Auch der General Józef Bem versuchte sich an dem Gebäude. Die Lubomirski häuften zahlreiche Kunstschätze an und schufen eine Bibliothek in dem Palais, die 1939 von den Nationalsozialisten geraubt wurden. Seit 1974 dient das Palais als Museum.